# Shock neurogeno
Lo  shock neurogeno  è una forma di shock causata da una vasodilatazione periferica collegata ad eventi di natura cerebrale. Tale forma non deve essere confusa con un'altra simile, lo shock spinale. In diversi testi i due elementi vengono associati ma nel caso dello spinale si osserva una perdita dei riflessi mediati dal midollo.

## Sintomatologia
I sintomi e i segni specifici di ogni tipo di shock sono ipotensione e oligo-anuria. In questo tipo particolare di shock troveremo anche bradicardia e lesioni del midollo.

## Terapie
Il trattamento consiste nella somministrazione di ossigeno seguita dalla regolazione dei fluidi dell'individuo. Vengono utilizzati per questo scopo dei cristalloidi isotonici, nei casi più gravi dove la normale terapia sembra non avere successo si usano dopamina o noradrenalina.